# Весна-2

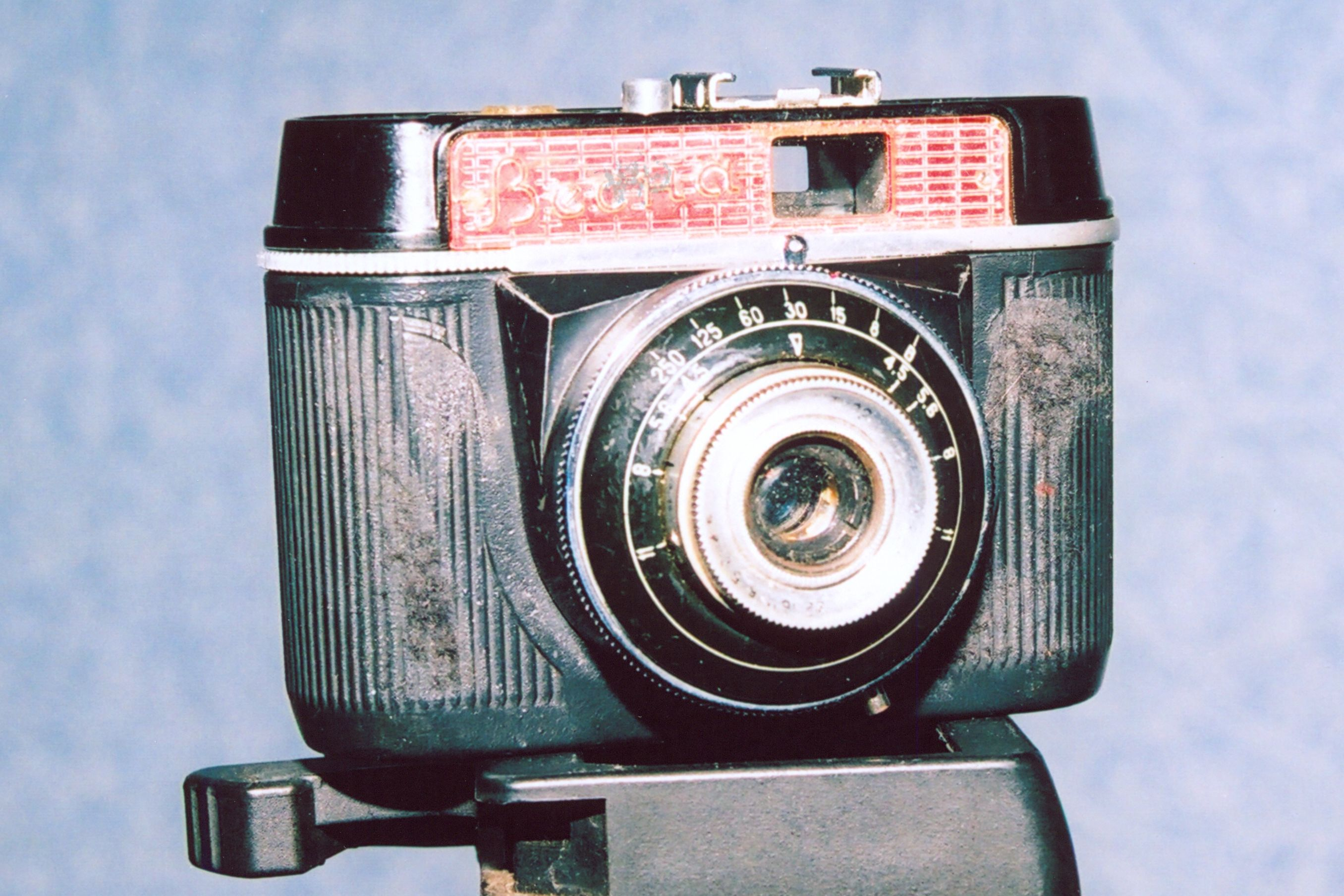
Фотоаппарат «Весна»

Весна́-2 — малоформатный шкальный фотоаппарат для начинающих фотолюбителей.
Фотоаппарат с размером кадра 24×32 мм.
Производился с 1964 по 1966 год на Минском механическом заводе (ныне БелОМО).
От фотоаппарата «Весна» (1962—1964) отличается затвором с уменьшенным диапазоном выдержек. Большая часть выпущена с объективом Т-43 увеличенной светосилы и уменьшенной минимальной дистанцией фокусировки.
- «Весна-3» — прототип с объективом 3,5/28, серийно не выпускался.

## Технические характеристики
- Корпус пластмассовый разъёмный.[1] Откидной прижимной столик.
- Тип применяемого фотоматериала — плёнка типа 135 в стандартных кассетах. Размер кадра — 24×32 мм.[2] Количество кадров — 41. Автоматический счётчик кадров.
- Обратная перемотка плёнки отсутствовала, отснятая плёнка подавалась в пустую кассету.
- Раздельный взвод затвора и перемотки плёнки. Взвод затвора полускрытой головкой.
- Центральный фотографический затвор, выдержки 1/250 — 1/15 и «В».
- Объектив Триплет «Т-43» 4/40 ) Фокусировка от 1 м до «бесконечности» по шкале расстояний (ранний выпуск — с «Т-22» 4,5/40, фокусировка от 1,3 м).
- Диафрагмирование объектива до f/16 (f/22 для экземпляров с объективом Т-22).
- Видоискатель оптический параллаксный.
- Синхроконтакт «Х», выдержка синхронизации — любая.
  - Имеется обойма для крепления съёмного дальномера (или фотовспышки).
- Для фотоаппаратов «Весна» выпускалась увеличительная приставка (см. фотоувеличитель).